# Cuba libre !
 (décembre 2015).
Si vous disposez d'ouvrages ou d'articles de référence ou si vous connaissez des sites web de qualité traitant du thème abordé ici, merci de compléter l'article en donnant les références utiles à sa vérifiabilité et en les liant à la section « Notes et références ».
Cuba libre ! est le 7e tome de la série de romans de Régine Deforges La Bicyclette bleue, paru en 1999.

## Résumé
En octobre 1954, Léa et François reviennent à Montillac avec la nourrice de Claire, Philomène. Puis ils s'installent à Paris avec leurs enfants. En avril 1956, François retrouve Valdes, communiste de la guerre d'Espagne et Cubain. Il lui présente à Léa. Ils repartent avec lui et achètent une maison. Charles s'engage dans la révolution contre Batista. Le 2 décembre Castro débarque. La fac ferme. Charles prend des cours le matin et travaille l'après-midi. Il cache Carmen, torturée par la police. Son père, Pineiro, est arrêté. François confie Carmen à l'ambassade de France. Léa accompagne Carmen et Charles à Miami et revient. Alfredo libère Pineiro et demande à Léa de le cacher 5 jours puis le déplace. À Noël, ils vont tous voir Charles. De Gaulle rappelle François. Ventura, policier, dit à Léa que Charles a quitté Miami. Charles et Carmen sont rentrés à Cuba et participent à l'enlèvement de Fangio. Léa renvoie ses autres enfants à Montillac pour chercher Charles. Elle retrouve le Che, Ernesto, Argentin, avec Castro et Charles. De Gaulle envoie François à Alger. À Cuba, Carmen est tuée. En janvier 1959, les guerilleros prennent le pouvoir et chantent La Marseillaise. De Gaulle est réélu président. Léa et Charles rentrent en France.